# HD 154672 b
HD 154672 b è un pianeta extrasolare situato a circa 210 anni luce di distanza nella costellazione dell'Altare , in orbita attorno a HD 154672, una stella piuttosto antica e ricca di metalli. Questo pianeta ha una massa minima di cinque volte quella di Giove e orbita a circa il 60% della distanza tra la Terra e il Sole. La sua orbita è molto eccentrica, e questo causa una variazione significativa della temperatura del pianeta durante il percorso della sua orbita. Il pianeta è stato scoperto all'Osservatorio di Las Campanas il 5 settembre 2008 utilizzando il metodo della velocità radiale (spettroscopia Doppler). Assieme a HD 205739 b, è stato il primo pianeta scoperto dal Consorzio N2K utilizzando i Telescopi Magellano.

## Caratteristiche
HD 154672 b è un pianeta più grande di Giove, con una massa stimata in 5 volte quella gioviana. Il pianeta orbita ad una distanza di 0,6 UA dalla stella e il suo periodo orbitale è di 163,91 giorni. La Terra, in confronto, orbita attorno al Sole a una distanza di 1 UA ogni 365,25 giorni. Tuttavia, HD 154672 b ha un'eccentricità orbitale molto elevata di 0,61, che causa una variazione della temperatura di equilibrio del pianeta che varia da 300 a 600 K a seconda della vicinanza alla stella. Se fosse presente acqua liquida nell'atmosfera di HD 154672 b, questa potrebbe convertirsi tra stato liquido e gassoso durante il movimento del pianeta lungo la sua orbita.
L'elevata eccentricità dell'orbita del pianeta è forse causata dal meccanismo di Kozai, oppure potrebbe derivare da eventuali altri pianeti che un tempo facevano parte del sistema di HD 154672.
HD 154672 b aveva, al momento della sua scoperta, un periodo orbitale più grande del 90% di quello di tutti i pianeti noti. È stato il settimo pianeta scoperto ad avere un'eccentricità superiore a 0,6 e un periodo orbitale più corto di 300 giorni.